# Milan Borjan
Milan Borjan (srbskou cyrilicí Mилaн Бopjaн; * 23. října 1987, Knin) je srbsko-kanadský fotbalový brankář a reprezentant Kanady, od srpna 2024 hráč saúdskoarabského klubu Ar-Riyadh SC. V zahraničí působil na klubové úrovni v Argentině, Uruguay, Turecku, Rumunsku, Bulharsku, Polsku a na Slovensku.

## Klubová kariéra
Svoji fotbalovou kariéru začal v tehdejší Jugoslávii v mužstvu Dinara Knin, odkud následně zamířil v mládeži do klubu FK Radnički Bělehrad ze stejného státu. Jako malý utekl s rodinou kvůli válce ve zmíněné zemi do Kanady, kde byl hráčem žáků Mount Hamiltonu a za stejné výběry nastupoval i argentinském týmu CA Boca Juniors. Od sezony 2005/2006 již hrál dospělý fotbal, konkrétně v uruguayském celku Nacional Montevideo, se kterým získal mistrovský titul, a opět v Argentině v mužstvech CA River Plate a Quilmes AC. Na začátku roku 2009 zamířil zpět do Evropy do Srbska, kde se stal posilou klubu FK Rad. Před podzimní částí ročníku 2011/12 odešel do Sivassporu z Turecka, kde s výjimkou krátkého hostování v rumunském týmu FC Vaslui působil až do února 2014.

### PFK Ludogorec Razgrad
V průběhu sezony 2014/15 zamířil po několika měsících bez angažmá do Bulharska do Ludogorce Razgrad. S mužstvem se krátce po svém příchodu představil v základní skupině B Ligy mistrů UEFA 2014/2015, kde se spoluhráči v konfrontaci s kluby: Liverpool FC (Anglie), Real Madrid (Španělsko) a FC Basilej (Švýcarsko) skončili na čtvrtém místě tabulky. Proti Liverpoolu odehrál svůj první zápas ve skupinové části Ligy mistrů. Ligový debut si v dresu Razgradu odbyl v 11. kole hraném 4. 10. 2015, kdy v souboji s týmem PFK Slavia Sofia vychytal při bezbrankové remíze čisté konto. Během podzimu 2014 odehrál pouze dvě ligová utkání a následně odešel. V jarní části tohoto ročníku vybojoval Ludogorec mistrovský titul, na jehož zisku se Borjan částečně podílel.

### FK Radnički Niš
V únoru 2015 Ludogorec Razgrad opustil a uzavřel smlouvu se srbským Radnički Niš. Při svém premiérovém startu v dresu tohoto celku nedostal v 16. kole proti Crvene zvezdě gól, utkání skončilo remízou 0:0. Za Radničky za půl roku nastoupil ke všem 15 střetnutím v lize. 

### PFK Ludogorec Razgrad (návrat)
Před startem sezony 2015/16 se vrátil do Ludogorce Razgrad. Obnovený ligový debut zde zažil 21. 8. 2015 v souboji s mužstvem OFC Pirin Blagoevgrad (výhra 3:0). Na podzim 2016 skončil s Razgradem v soubojích s kluby FC Basilej (Švýcarsko), Paris Saint-Germain FC (Francie) a Arsenal FC (Anglie) v základní skupině A Ligy mistrů UEFA 2016/2017 na třetím místě tabulky a postoupil s ním do jarního play-off Evropské ligy UEFA 2016/2017. V něm však nehrál, jelikož před jarem 2017 z Ludogorce odešel. V ročnících 2015/16 a 2016/17 získal s týmem ligový primát.

### Korona Kielce (hostování)
Před jarem 2017 zamířil z Ludogorce Razgrad hostovat do Korony Kielce z Polska. Premiéru v lize v dresu tohoto celku absolvoval proti týmu Arka Gdynia při venkovní prohře 1:4. Během půl roku odehrál 14 ze 16 možný zápasů v lize.

### FK Crvena zvezda

#### Sezóna 2017/18
Před sezonou 2017/2018 odešel po dvou letech zpět do Srbska, kde posílil tehdy vicemistra ligy Crvenou zvezdu z města Bělehrad. Svému zaměstnavateli pomohl po postupu přes mužstvo AC Sparta Praha (výhry 2:0 doma a 1:0 venku) a klub FK Krasnodar z Ruska (prohra 2:3 venku a výhra 2:1 doma) k účastí ve skupinové fázi Evropské ligy UEFA 2017/2018, kde s Cervenou zvezdou skončil v základní skupině H v konfrontaci s týmy FK BATE (Bělorusko), 1. FC Köln (Německo) a Arsenal FC (Anglie) se ziskem devíti bodů na druhém místě a postoupil s ním do jarního play-off, kde však vypadli po remíze 0:0 doma a prohře 0:1 venku s ruským mužstvem PFK CSKA Moskva. První ligový duel v dresu zvezdy si odbyl 30. července 2017 ve druhém kole proti celku FK Rad a podílel se čistým kontem na výhře 2:0 na hřišti soupeře. V jarní části ročníku vybojoval s Crvenou zvezdou ligový titul.

## Klubové statistiky
Aktuální k 15. září 2024
| Sezona    | Klub                         | Soutěž             | Zápasy | Góly | Nuly |
| --------- | ---------------------------- | ------------------ | ------ | ---- | ---- |
| 2005/2006 | Nacional Montevideo          | Primera División   | 0      | 0    | 0    |
| 2006/2007 | CA River Plate               | Primera División   | 0      | 0    | 0    |
| 2007/2008 | Quilmes AC                   | Primera B Nacional | 0      | 0    | 0    |
| 2008/2009 | Quilmes AC                   | Primera B Nacional | 0      | 0    | 0    |
| 2008/2009 | FK Rad                       | Jelen SL           | 0      | 0    | 0    |
| 2009/2010 | FK Rad                       | Jelen SL           | 13     | 0    | 4    |
| 2010/2011 | FK Rad                       | Jelen SL           | 23     | 0    | 12   |
| 2011/2012 | Sivasspor                    | Spor Toto SL       | 10     | 0    | 2    |
| 2011/2012 | FC Vaslui (host.)            | Liga I             | 16     | 0    | 7    |
| 2012/2013 | Sivasspor                    | Spor Toto SL       | 29     | 0    | 6    |
| 2013/2014 | Sivasspor                    | Spor Toto SL       | 4      | 0    | 1    |
| 2014/2015 | PFK Ludogorec Razgrad        | A Group            | 2      | 0    | 2    |
| 2014/2015 | FK Radnički Niš              | Jelen SL           | 15     | 0    | 9    |
| 2015/2016 | PFK Ludogorec Razgrad        | A Group            | 9      | 0    | 3    |
| 2016/2017 | PFK Ludogorec Razgrad        | 1. fotbalová liga  | 7      | 0    | 2    |
| 2016/2017 | Korona Kielce (host.)        | Lotto Ekstraklasa  | 14     | 0    | 5    |
| 2017/2018 | FK Crvena zvezda             | SuperLiga          | 31     | 0    | 16   |
| 2018/2019 | FK Crvena zvezda             | SuperLiga          | 28     | 0    | 14   |
| 2019/2020 | FK Crvena zvezda             | Linglong Tire SL   | 26     | 0    | 13   |
| 2020/2021 | FK Crvena zvezda             | Linglong Tire SL   | 32     | 0    | 18   |
| 2021/2022 | FK Crvena zvezda             | Linglong Tire SL   | 30     | 1    | 18   |
| 2022/2023 | FK Crvena zvezda             | Mozzart Bet SL     | 33     | 0    | 19   |
| 2023/2024 | ŠK Slovan Bratislava (host.) | Niké liga          | 25     | 0    | 12   |
| 2024/2025 | Ar-Riyadh SC                 | Roshn Saudi League |        |      |      |

## Reprezentační kariéra

### Reprezentační zápasy
Zápasy Milana Borjana v A-týmu kanadské reprezentace
| 2011                 | 5  | 0 |
| 2012                 | 4  | 0 |
| 2013                 | 7  | 0 |
| 2014                 | 5  | 0 |
| 2015                 | 7  | 0 |
| 2016                 | 5  | 0 |
| 2017                 | 5  | 0 |
| 2018                 | 3  | 0 |
| 2019                 | 9  | 0 |
| 2020                 | 0  | 0 |
| 2021                 | 9  | 0 |
| 2022                 | 12 | 0 |
| 2023                 | 9  | 0 |
| Celkem               | 80 | 0 |
| Platí k 29. 11. 2023 |    |   |